# Chlorophyta
Chlorophyta là một ngành tảo lục. Theo hệ thống phân loại cũ, nó được xem là một nhóm cận ngành của tất cả các loài tảo lục trong nhóm thực vật lục (Viridiplantae), và bao gồm khoảng 7000 loài trong hầu hết các sinh vật nhân chuẩn quang hợp sống dưới nước. Giống như các thực vật trên cạn (rêu và Tracheophyta), tảo lục chứa diệp lục a và b, và lưu trữ thức ăn ở dạng tinh bột trong lạp thể.
Trong hệ thống phân loại mới hơn, nó là một trong hai nhánh tạo thành nên Viridiplantae, bao gồm chlorophyta và streptophyta hoặc charophyta. Nếu theo cách phân loại này, ngành này bao gồm khoảng 4.300 loài.

## Các lớp
Phân loại Chlorophyta, bao gồm tất cả các loài tảo lục theo Hoek, Mann và Jahns 1995.
- Prasinophyceae
- Chlorophyceae
- Ulvophyceae
- Cladophorophyceae
- Bryopsidophyceae
- Dasycladophyceae
- Trentepoliophyceae
- Pleurastrophyceae (Pleurastrales and Prasiolales)
- Klebsormidiophyceae
- Zygnematophyceae
- Charophyceae

Phân loại Chlorophyta (nếu nó là một trong hai nhánh của Viridiplantae) theo Bold và Wynne 1985.
- Volvocales
- Tetrasporales
- Chlorococcales
- Chlorosarcinales
- Ulotrichales
- Sphaeropleales
- Chaetophorales
- Trentepohliales
- Oedogoniales
- Ulvales
- Cladophorales
- Acrosiphoniales
- Caulerpales
- Siphonocladales
- Dasycladales